# Microserica balabacensis
Microserica balabacensis är en skalbaggsart som beskrevs av Moser 1922. Microserica balabacensis ingår i släktet Microserica och familjen Melolonthidae. Inga underarter finns listade i Catalogue of Life.